# Mistrzostwa Polski Seniorów w Lekkoatletyce 1947
23. Mistrzostwa Polski Seniorów w Lekkoatletyce – zawody sportowe, które rozgrywane były w Katowicach na stadionie Pogoni Katowice w dniach 5–6 lipca 1947 roku (konkurencje kobiece) i w Warszawie na Stadionie Wojska Polskiego w dniach 12–13 lipca 1947 roku (konkurencje męskie).

## Rezultaty
| NR – rekord Polski \| SB – najlepszy wynik w sezonie \| PB – rekord życiowy |

### Mężczyźni
| Konkurencja                   | 1. miejsce                                                                    | Rezultat   | 2. miejsce                                                                            | Rezultat | 3. miejsce                                                                                    | Rezultat |
| Bieg na 100 m                 | Leon Jaraczewski AZS Łódź                                                     | 11,1       | Józef Rutkowski AZS Poznań                                                            | 11,2     | Zygmunt Buhl HKS Bydgoszcz                                                                    | 11,2     |
| Bieg na 200 m                 | Leon Jaraczewski AZS Łódź                                                     | 23,0       | Zygmunt Buhl HKS Bydgoszcz                                                            | 23,3     | Henryk Białkowski HKS Bydgoszcz                                                               | 23,4     |
| Bieg na 400 m                 | Zygmunt Buhl HKS Bydgoszcz                                                    | 51,4       | Adam Piaskowy Cracovia                                                                | 51,4     | Włodzimierz Puzio Cracovia                                                                    | 53,0     |
| Bieg na 800 m                 | Mieczysław Nowak HKS Bydgoszcz                                                | 2:01,3     | Tadeusz Wideł Cracovia                                                                | 2:01,5   | Stefan Widerski Wisła Kraków                                                                  | 2:02,2   |
| Bieg na 1500 m                | Stefan Widerski Wisła Kraków                                                  | 4:13,7     | Tadeusz Kwapień Wisła Kraków                                                          | 4:15,8   | Jan Staniszewski Syrena Warszawa                                                              | 4:17,3   |
| Bieg na 5000 m                | Jan Kielas Zryw Gdańsk                                                        | 15:54,4    | Stefan Wierkiewicz Warta Poznań                                                       | 15:55,5  | Tadeusz Kwapień Wisła Kraków                                                                  | 15:59,4  |
| Bieg na 10 000 m              | Jan Kielas Zryw Gdańsk                                                        | 33:26,0    | Alfons Płotkowiak Drukarz Poznań                                                      | 33:51,8  | Edward Więcek Wisła Kraków                                                                    | 34:02,6  |
| Bieg na 110 m przez płotki    | Edward Adamczyk Odra Wrocław                                                  | 15,6 SB    | Tadeusz Pawłowski DKS Łódź                                                            | 17,0     | Grzegorz Dunecki Pomorzanin Toruń                                                             | 17,0     |
| Bieg na 400 m przez płotki    | Włodzimierz Puzio Cracovia                                                    | 58,1       | Witold Maciaszczyk ŁKS Łódź                                                           | 1:02,6   | Ryszard Błaszyński AZS Wrocław                                                                | 1:03,6   |
| Bieg na 3000 m z przeszkodami | Władysław Kłoda Piast Cieszyn                                                 | 10:41,8 SB | Tadeusz Świniarski Zryw Gdańsk                                                        | 10:43,6  | Andrzej Biernat Wisła Kraków                                                                  | 10:48,4  |
| Sztafeta 4 × 100 m            | HKS Bydgoszcz Henryk Białkowski Wiktor Dąbrowski Zygmunt Buhl Jerzy Grzanka   | 45,0       | Zgoda Świętochłowice Eryk Krzywica Eryk Korzekwa Alfred Krawczyk Jerzy Girtler-Gawęda | 46,7     | Cracovia Adam Świeży Adam Piaskowy Kazimierz Wawrzkiewicz Włodzimierz Puzio                   | 46,8     |
| Sztafeta 4 × 400 m            | Cracovia Adam Piaskowy Tadeusz Wideł Kazimierz Wawrzkiewicz Włodzimierz Puzio | 3:36,0     | HKS Bydgoszcz Mieczysław Nowak Czesław Buczkowski Jerzy Grzanka Zygmunt Buhl          | 3:39,4   | Zgoda Świętochłowice Franciszek Rzeźniczek Konrad Cichos Alfred Krawczyk Jerzy Girtler-Gawęda | 3:42,6   |
| Skok wzwyż                    | Jerzy Zwoliński Syrena Warszawa                                               | 1,75       | Witold Gerutto Syrena Warszawa                                                        | 1,75     | Wacław Kuźmicki DKS Łódź                                                                      | 1,70     |
| Skok o tyczce                 | Antoni Morończyk AZS Kraków                                                   | 3,60       | Marian Małecki Pafawag Wrocław                                                        | 3,50     | Herbert Szendzielorz Lignoza Krywałd                                                          | 3,40     |
| Skok w dal                    | Edward Adamczyk Odra Wrocław                                                  | 6,98       | Wacław Kuźmicki DKS Łódź                                                              | 6,79     | Tadeusz Pawłowski DKS Łódź                                                                    | 6,60     |
| Trójskok                      | Wacław Kuźmicki DKS Łódź                                                      | 13,34      | Andrzej Skawina AZS Kraków                                                            | 13,08    | Tadeusz Pawłowski DKS Łódź                                                                    | 12,76    |
| Pchnięcie kulą                | Mieczysław Łomowski Lechia Gdańsk                                             | 14,55      | Witold Gerutto Syrena Warszawa                                                        | 14,255   | Tadeusz Prywer ŁKS Łódź                                                                       | 13,68    |
| Rzut dyskiem                  | Mieczysław Łomowski Lechia Gdańsk                                             | 43,36      | Witold Gerutto Syrena Warszawa                                                        | 40,91    | Wacław Kuźmicki DKS Łódź                                                                      | 39,82    |
| Rzut młotem                   | Karol Kocot ZZK Katowice                                                      | 42,63      | Bogdan Masłowski Polonia Bydgoszcz                                                    | 42,48    | Alojzy Więckowski Brda Bydgoszcz                                                              | 41,44    |
| Rzut oszczepem                | Witold Gerutto Syrena Warszawa                                                | 53,13      | Antoni Mrożewski AZS Łódź                                                             | 52,05    | Herbert Szendzielorz Lignoza Krywałd                                                          | 50,92    |

### Kobiety
| Konkurencja               | 1. miejsce                                                                           | Rezultat  | 2. miejsce                                                                          | Rezultat | 3. miejsce                           | Rezultat |
| Bieg na 60 m              | Mieczysława Moder AZS Łódź                                                           | 7,9       | Irena Hejducka Pogoń Katowice                                                       | 8,0      | Barbara Gorzkowska HKS Kraków        | 8,2      |
| Bieg na 100 m             | Mieczysława Moder AZS Łódź                                                           | 12,8      | Irena Hejducka Pogoń Katowice                                                       | 13,0     | Jadwiga Słomczewska DKS Łódź         | 13,0     |
| Bieg na 200 m             | Mieczysława Moder AZS Łódź                                                           | 27,0      | Jadwiga Słomczewska DKS Łódź                                                        | 27,4     | Otylia Kałuża AKS Chorzów            | 28,3     |
| Bieg na 800 m             | Wanda Wasielewska Zgoda Świętochłowice                                               | 2:34,1 SB | Stefania Bulge HKS Kraków                                                           | 2:35,8   | Zofia Grabczyńska HKS Kraków         | 2:33,3   |
| Bieg na 80 m przez płotki | Aniela Mitan Legia Kraków                                                            | 12,9      | Janina Peska ŁKS Łódź                                                               | 13,2     | Małgorzata Felska GKS Grudziądz      | 13,7     |
| Sztafeta 4 × 100 m        | GKS Grudziądz Jadwiga Gawrońska Helena Gburek Zofia Staruszkiewicz Małgorzata Felska | 53,0      | Pogoń Katowice Michalina Piwowar Małgorzata Paździor Sonia Wieczorek Irena Hejducka | 54,0     | AKS Chorzów                          | 54,8     |
| Sztafeta 4 × 200 m        | GKS Grudziądz Jadwiga Gawrońska Helena Gburek Zofia Staruszkiewicz Małgorzata Felska | 1:54,2    | Pogoń Katowice                                                                      | 1:56,6   | AKS Chorzów                          | 1:57,0   |
| Skok wzwyż                | Leokadia Penners Gedania Gdańsk                                                      | 1,425     | Zofia Borowiec HKS Kraków                                                           | 1,425    | Irena Felchnerowska Pomorzanin Toruń | 1,40     |
| Skok w dal                | Henryka Nowak DKS Łódź                                                               | 5,19      | Mieczysława Moder AZS Łódź                                                          | 4,93     | Helena Gburek GKS Grudziądz          | 4,76     |
| Skok w dal z miejsca      | Mieczysława Moder AZS Łódź                                                           | 2,44      | Halina Turkowska Junak Szczecin                                                     | 2,31     | Helena Gburek GKS Grudziądz          | 2,29     |
| Pchnięcie kulą            | Jadwiga Wajs DKS Łódź                                                                | 11,02     | Magdalena Breguła Siemianowiczanka                                                  | 10,80    | Janina Peska ŁKS Łódź                | 10,47    |
| Rzut dyskiem              | Jadwiga Wajs DKS Łódź                                                                | 39,76     | Jadwiga Głażewska Zryw Łódź                                                         | 35,13    | Helena Stachowicz Legia Kraków       | 33,90    |
| Rzut oszczepem            | Melania Sinoracka Pomorzanin Toruń                                                   | 35,60     | Helena Stachowicz Legia Kraków                                                      | 34,56    | Jadwiga Konik HKS Kraków             | 28,74    |
| Trójbój                   | Aniela Mitan Legia Kraków                                                            | 138 pkt.  | Irena Hejducka Pogoń Katowice                                                       | 125 pkt. | Janina Peska ŁKS Łódź                | 115 pkt. |

## Biegi przełajowe
19. mistrzostwa Polski w biegach przełajowych rozegrano 20 kwietnia w Łodzi. Kobiety rywalizowały na dystansie 1,2 kilometra, a mężczyźni na 8 km.

### Mężczyźni
| Konkurencja            | 1. miejsce                          | Rezultat | 2. miejsce                 | Rezultat | 3. miejsce                          | Rezultat |
| Bieg przełajowy (8 km) | Napoleon Dzwonkowski Zryw Włocławek | 27:12,6  | Paweł Zaprzał Warta Poznań | 27:18,2  | Czesław Wasielewski Syrena Warszawa | 27:29,6  |

### Kobiety
| Konkurencja              | 1. miejsce                             | Rezultat | 2. miejsce                            | Rezultat | 3. miejsce                        | Rezultat |
| Bieg przełajowy (1,2 km) | Wanda Wasielewska Zgoda Świętochłowice | 4:36,8   | Stanisława Nocoń Zgoda Świętochłowice | 4:41,2   | Maria Mieszkowska Syrena Warszawa | 4:41,4   |

## Chód na 50 kilometrów
Mistrzostwa Polski w chodzie na 50 kilometrów mężczyzn rozegrano 6 września w Gdańsku.
| Konkurencja   | 1. miejsce                        | Rezultat     | 2. miejsce                 | Rezultat  | 3. miejsce                        | Rezultat  |
| Chód na 50 km | Stanisław Głuszcz Syrena Warszawa | 5:36:38,4 SB | Marian Sarama Wisła Kraków | 5:45:54,6 | Antoni Piotrowski Kolejarz Poznań | 5:54:22,4 |

## Wieloboje
Mistrzostwa w pięcioboju mężczyzn zostały rozegrane 7 września w Gdańsku, a w dziesięcioboju mężczyzn 13 i 14 września w Bydgoszczy. Nie rozegrano mistrzostw w pięcioboju kobiet.

### Mężczyźni
| Konkurencja   | 1. miejsce                   | Rezultat     | 2. miejsce                               | Rezultat  | 3. miejsce                        | Rezultat  |
| Pięciobój     | Wacław Kuźmicki DKS Łódź     | 3023 pkt.    | Władysław Andrzejkiewicz Syrena Warszawa | 2524 pkt. | Grzegorz Dunecki Pomorzanin Toruń | 2444 pkt. |
| Dziesięciobój | Edward Adamczyk Odra Wrocław | 6444 pkt. SB | Tadeusz Hojnik Wisła Kraków              | 4614 pkt. | Lech Nowak AZS Wrocław            | 4564 pkt. |

## Sztafety olimpijska, szwedzka i 3×1000metrów
Rywalizacja mistrzowska w sztafecie olimpijskiej i sztafecie szwedzkiej zostały rozegrane 7 września w Gdańsku. Mężczyźni rywalizowali na dystansach 400+300+200+100 metrów i 800+400+200+100 metrów, a kobiety na 200+100+80+60 metrów i 100+100+200+500 metrów. Mężczyźni rozegrali również mistrzostwa w sztafecie 3 × 1000 metrów.

### Mężczyźni
| Konkurencja                | 1. miejsce                                                                  | Rezultat | 2. miejsce                                                                      | Rezultat | 3. miejsce                                                                     | Rezultat |
| Sztafeta 400+300+200+100 m | HKS Bydgoszcz Zygmunt Buhl Jerzy Grzanka Henryk Białkowski Wiktor Dąbrowski | 2:05,2   | KS Grudziądz Roman Żelewski Zenon Nowacki Piotr Morozow Henryk Krukowski        | 2:15,1   | Gedania Gdańsk Edward Olszewski Józef Isenko Aleksander Puchowski Korgol       | 2:19,9   |
| Sztafeta 800+400+200+100 m | HKS Bydgoszcz Mieczysław Nowak Zygmunt Buhl Henryk Białkowski Jerzy Grzanka | 3:30,8   | Syrena Warszawa Jerzy Mirowski Edward Daberko Leon Statkiewicz Jan Staniszewski | 3:35,5   | Zryw Gdańsk Tadeusz Świniarski Jan Wenta Władysław Słabolepszy Wacław Lewiński | 3:37,5   |
| Sztafeta 3 × 1000 m        | Syrena Warszawa Leon Statkiewicz Roman Czajkowski Jan Staniszewski          | 7:55,0   | Wisła Kraków Aleksander Urban Tadeusz Kwapień Stefan Widerski                   | 7:58,0   | Zryw Gdańsk Jan Wenta Tadeusz Świniarski Jan Kielas                            | 8:30,0   |

### Kobiety
| Konkurencja                | 1. miejsce                                                                           | Rezultat | 2. miejsce                                                                          | Rezultat | 3. miejsce | Rezultat |
| Sztafeta 200+100+80+60 m   | KKS Poznań Józefa Wichtowska Ludmiła Czerwińska L. Dobrowolska H. Wielgosz           | 1:01,1   | Wybrzeże Gdańsk Marta Abakanowicz Wanda Przestępska Gabriela Hećko Leokadia Penners |          |            |          |
| Sztafeta 100+100+200+500 m | Wybrzeże Gdańsk Wanda Przestępska Leokadia Penners Marta Abakanowicz Lidia Brodkówna | 2:29,0   | KKS Poznań Ludmiła Czerwińska H. Wielgosz Józefa Wichtowska J. Borowicz             | 2:42,0   |            |          |

## Bieg maratoński
Mistrzostwa Polski w biegu maratońskim mężczyzn rozegrano 21 września w Olsztynie.
| Konkurencja     | 1. miejsce                        | Rezultat     | 2. miejsce             | Rezultat  | 3. miejsce                  | Rezultat  |
| Bieg maratoński | Stanisław Głuszcz Syrena Warszawa | 2:52:27,2 SB | Tadeusz Nowak DKS Łódź | 3:09:48,0 | Antoni Więcek Społem Kraków | 3:11:46,0 |